# Championnats d'Afrique d'escrime 2012
Navigation
Édition précédente Édition suivante
Les Championnats d'Afrique d'escrime de 2012 se sont déroulés à Casablanca (Maroc) du 201 au 24 avril 2012. C'est la 12e édition des Championnats d'Afrique. Elle est organisée dans le cadre des épreuves qualificatives des Jeux olympiques de 2012. La Tunisie a remporté toutes les épreuves des dames alors que l'Égypte a remporté 5 titres sur les 6 épreuves des hommes.

## Tableau des médailles
| Rang  | Nation         | Or | Argent | Bronze | Total |
| ----- | -------------- | -- | ------ | ------ | ----- |
| 1     | Tunisie        | 7  | 2      | 4      | 13    |
| 2     | Égypte         | 5  | 7      | 7      | 19    |
| 3     | Sénégal        | 0  | 2      | 4      | 6     |
| 4     | Afrique du Sud | 0  | 1      | 0      | 1     |
| 5     | Maroc          | 0  | 0      | 2      | 2     |
| 6     | Algérie        | 0  | 0      | 1      | 1     |
| Total | Total          | 12 | 12     | 18     | 42    |

## Épée

### Hommes

#### Épreuve en individuel
| Épreuve    | Or                      | Argent          | Bronze                        |
| ---------- | ----------------------- | --------------- | ----------------------------- |
| Individuel | Ayman Alaa El Din Fayez | Ahmed El-Saghir | Ahmed Nabil Alexandre Bouzaid |

#### Épreuve par équipes
| Épreuve     | Or                                                           | Argent                                                                       | Bronze                                                                 |
| ----------- | ------------------------------------------------------------ | ---------------------------------------------------------------------------- | ---------------------------------------------------------------------- |
| Par équipes | Égypte Ahmed El-Saghir Ayman Fayez Ahmed Nabil Mohannad Saif | Sénégal Alexandre Bouzaid Cheikh Omar Diallo Ibrahima Ndiaye Seckou Tounkara | Maroc Lahoussine Ali Abdelkarim El Kaouari Marouane Khalil Aissam Rami |

### Dames
Pour la quatrième fois consécutive, Sarra Besbes remporte le titre africain en individuel.

#### Épreuve en individuel
| Épreuve    | Or           | Argent          | Bronze                  |
| ---------- | ------------ | --------------- | ----------------------- |
| Individuel | Sarra Besbes | Mona Abdel Aziz | Maya Mansouri Aya Mahdy |

#### Épreuve par équipes
| Épreuve     | Or                                                                  | Argent                                                              | Bronze                                       |
| ----------- | ------------------------------------------------------------------- | ------------------------------------------------------------------- | -------------------------------------------- |
| Par équipes | Tunisie Dorra Ben Jaballah Sarra Besbes Inès Boubakri Maya Mansouri | Afrique du Sud Daniella Klonarides Demi-Lee Schultz Giselle Vicatos | Égypte Nada Ashraf Mona Hassanein Ayah Mahdy |

## Fleuret

### Hommes
Alaa El Din El Sayed conserve le titre africain en individuel. 

#### Épreuve en individuel
| Épreuve    | Or                     | Argent      | Bronze                      |
| ---------- | ---------------------- | ----------- | --------------------------- |
| Individuel | Alaaeldin Abouelkassem | Tarek Fouad | Lahoussine Ali Sharif Farag |

#### Épreuve par équipes
L'Égypte remporte le tire face à la Tunisie.
| Épreuve     | Or                                                     | Argent                                                                           | Bronze                                                                             |
| ----------- | ------------------------------------------------------ | -------------------------------------------------------------------------------- | ---------------------------------------------------------------------------------- |
| Par équipes | Égypte Alaaeldin Abouelkassem Tarek Ayad Sherif Farrag | Tunisie Heythem Bessaoud Yassine Chammakhi Mohamed Ayoub Ferjani Mohamed Samandi | Sénégal Cheikh Omar Diallo Babacar Kadam Ibrahima Ndiaye Mouhamadou Moustapha Sall |

### Dames
Inès Boubakri a de nouveau battu Iman Shaban en finale.

#### Épreuve en individuel
| Épreuve    | Or            | Argent      | Bronze                           |
| ---------- | ------------- | ----------- | -------------------------------- |
| Individuel | Inès Boubakri | Iman Shaban | Shaimaa El Gammal Eman El Gammal |

#### Épreuve par équipes
| Épreuve     | Or                                                            | Argent                                                                | Bronze                                                                     |
| ----------- | ------------------------------------------------------------- | --------------------------------------------------------------------- | -------------------------------------------------------------------------- |
| Par équipes | Tunisie Sarra Besbes Inès Boubakri Haïfa Jabri Jouda Louhichi | Égypte Eman El Gammal Shaimaa El Gammal Rana El Husseiny Eman Shaaban | Algérie Feriel Adjabi Narimene Elhaouari Anissa Khelfaoui Louiza Khelfaoui |

## Sabre

### Hommes

#### Épreuve en individuel
| Épreuve    | Or           | Argent        | Bronze                           |
| ---------- | ------------ | ------------- | -------------------------------- |
| Individuel | Mannad Ghazy | Mamadou Keïta | Souhaïb Sokrani Iheb Ben Chaâban |

#### Épreuve par équipes
| Épreuve     | Or                                                                     | Argent                                                            | Bronze                                                |
| ----------- | ---------------------------------------------------------------------- | ----------------------------------------------------------------- | ----------------------------------------------------- |
| Par équipes | Tunisie Amine Akkari Iheb Ben Chaabene Souhaieb Sakrani Hichem Samandi | Égypte Ahmed Abdelmoneim Tamim Ghazy Mohamed Joulal Rachid Maftou | Sénégal Moustapha Diagne Mamadou Keïta Ibrahima Keïta |

### Dames
Le tournoi a vu la victoire de la Tunisienne Azza Besbes.

#### Épreuve en individuel
| Épreuve    | Or          | Argent             | Bronze                        |
| ---------- | ----------- | ------------------ | ----------------------------- |
| Individuel | Azza Besbes | Amira Ben Chaabane | Mennatallah Ahmed Hela Besbes |

#### Épreuve par équipes
| Épreuve     | Or                                                               | Argent                                         | Bronze                                      |
| ----------- | ---------------------------------------------------------------- | ---------------------------------------------- | ------------------------------------------- |
| Par équipes | Tunisie Amira Ben Chaabane Azza Besbes Hela Besbes Yosra Ghrairi | Égypte Mennatalla Ahmed Salma Mahran Sara Nasr | Sénégal Adja Yacine Sarr Ndeye Saly Yansané |